# Golden Elephant Club
Golden Elephant Club är en exklusiv golfklubb som ligger i Langfang sydöst om Peking i Kina. Klubben består av två 18-hålsbanor som ritats av Jesper Parnevik.